# Saint-Christophe-en-Bresse
Saint-Christophe-en-Bresse település Franciaországban, Saône-et-Loire megyében. Lakosainak száma 1054 fő (2022. január 1.). Saint-Christophe-en-Bresse Montcoy, L’Abergement-Sainte-Colombe, Allériot, Lans, Oslon, Ouroux-sur-Saône, Saint-Étienne-en-Bresse, Saint-Germain-du-Plain és Tronchy községekkel határos.

## Népesség
A település népessége az elmúlt években az alábbi módon változott:
| Lakosok száma | 1070 | 1104 | 1128 | 1087 | 1066 | 1044 | 1040 | 1038 | 1054 |
|               | 2013 | 2015 | 2016 | 2017 | 2018 | 2019 | 2020 | 2021 | 2022 |